# Joseph Bienaimé Caventou
Pour les articles homonymes, voir Caventou.
Compléments
Il est élu à l'Académie nationale de médecine en 1821
Joseph Bienaimé Caventou (né le 30 juin 1795 à Saint-Omer et mort le 5 mai 1877 à Paris) est un pharmacien français.

## Biographie
Il fait ses études à Paris, il suit simultanément les cours de l'École de pharmacie et de la faculté des sciences. En 1816, entré à l'hôpital Saint-Antoine, il dispose d'un laboratoire qui lui permet de mener ses recherches. Il est élu à l'Académie de médecine en 1821. Il est professeur de toxicologie à l'École de pharmacie de 1835 jusqu'à sa retraite en 1859,.
Il travaille en étroite collaboration avec Joseph Pelletier pendant vingt-cinq ans, de 1817 à 1842. Cette équipe est pionnière dans l'utilisation de solvants légers pour isoler les ingrédients actifs des plantes. Les deux pharmaciens se sont concentrés sur l'étude des alcaloïdes des végétaux. On leur doit l'isolation des composés suivants :
- 1816 : la chlorophylle et l'émétine, à partir de Carapichea ipecacuanha ;
- 1818 : la strychnine, à partir de Strychnos nux-vomica ;
- 1819 : la brucine, à partir de Strychnos nux-vomica ;
- 1820 : la cinchonine et la quinine, à partir d'écorce de Cinchona[4] ;
- 1821 : la caféine.

Ils créent leur propre usine pour produire la quinine utilisée pour traiter le paludisme et publient leur découverte afin de permettre sa plus large diffusion.
Il meurt le 5 mai 1877 au 29 rue de La Sourdière située dans le 1er arrondissement de Paris. Il est inhumé au cimetière Nord de Saint-Mandé.

## Hommages
Place Louis Marin dans le Ve arrondissement de Paris, un monument de pierre couronné d'une sculpture de Pierre-Marie Poisson a été érigé en hommage à Joseph Caventou et à Pierre Joseph Pelletier .